# Машадо, Артур
Артур Машадо (порт.-браз. Arthur (Artur) Machado; 1 января 1909, Нитерой — 20 февраля 1997, Боа-Виста) — бразильский футболист, центральный защитник. Пятикратный чемпион штата Рио-де-Жанейро. Играл за сборную Бразилии, за которую провёл 6 матчей. Участвовал в чемпионате мира 1938 во Франции, где провёл 4 игры.

## Карьера
Артур Машадо начал свою карьеру в 1927 году в клубе «Португеза Деспортос». В 1934 году защитник перешёл в клуб «Палестра Италия», за который провёл 8 матчей  (4 победы, 3 ничьи и одно поражение) и забил один гол. В 1935 году Машадо стал игроком «Флуминенсе», дебютировав в её составе 12 июня против его бывшего клуба «Португезы Деспортос», где забил и первый мяч за клуб, реализовав пенальти (3:1). Там он выступал 7 сезонов, выиграв пять чемпионатов штата Рио-де-Жанейро и проведя 188 матчей и забив 6 голов, по другим данным — 181 матч и 5 голов. Посднюю встречу он провёл 31 октября 1942 года с «Сан-Паулу» (3:1). Затем он играл за «Комерсиал» и «Жувентус» из Сан-Паулу.
В 1938 году Машадо был вызван тренером Адемаром Пиментой в состав сборной Бразилии, готовящейся к участию в чемпионате мира во Франции. 6 июня, на первой игре сборной на турнире против команды Польши (6:5), Артур дебютировал в её составе. На второй игре с Чехословакией (1:1), прозванной «Битва при Бордо», Артур был удалён с поля за минуту до конца основного времени за драку с Яном Ржигой. В переигровке из-за дисквалификации он не участвовал, но затем провёл две оставшиеся встречи. Бразильцы на турнире заняли третье место. После этого, Машадо сыграл ещё два матча за национальную команду, 31 марта 1940 года он провёл последний матч за сборную на Кубок Рио-Бранко против Уругвая.

## Международная статистика
| Матчи Артура Машадо за сборную Бразилии | Матчи Артура Машадо за сборную Бразилии | Матчи Артура Машадо за сборную Бразилии | Матчи Артура Машадо за сборную Бразилии | Матчи Артура Машадо за сборную Бразилии | Матчи Артура Машадо за сборную Бразилии | Матчи Артура Машадо за сборную Бразилии |
| --------------------------------------- | --------------------------------------- | --------------------------------------- | --------------------------------------- | --------------------------------------- | --------------------------------------- | --------------------------------------- |
| №                                       | Дата                                    | Место проведения                        | Оппонент                                | Счёт                                    | Голы                                    | Турнир                                  |
| 1                                       | 5 июня 1938                             | Страсбург                               | Польша                                  | 6:5                                     | —                                       | Чемпионат мира                          |
| 2                                       | 12 июня 1938                            | Бордо                                   | Чехословакия                            | 1:1                                     | —                                       | Чемпионат мира                          |
| 3                                       | 16 июня 1938                            | Марсель                                 | Италия                                  | 1:2                                     | —                                       | Чемпионат мира                          |
| 4                                       | 19 июня 1938                            | Бордо                                   | Швеция                                  | 4:2                                     | —                                       | Чемпионат мира                          |
| 5                                       | 15 января 1939                          | Рио-де-Жанейро                          | Аргентина                               | 1:5                                     | —                                       | Кубок Рока                              |
| 6                                       | 31 марта 1940                           | Рио-де-Жанейро                          | Уругвай                                 | 1:1                                     | —                                       | Кубок Рио-Бранко                        |

## Достижения
- Чемпион штата Рио-де-Жанейро: 1936, 1937, 1938, 1940, 1941